# Ґодкі
Ґодкі (пол. Godki, нім. Gottken) — село в Польщі, у гміні Йонково Ольштинського повіту Вармінсько-Мазурського воєводства.
Населення — 199 осіб (2011).

## Демографія
Демографічна структура станом на 31 березня 2011 року:
|          | Загалом | Допрацездатний вік | Працездатний вік | Постпрацездатний вік |
| -------- | ------- | ------------------ | ---------------- | -------------------- |
| Чоловіки | 104     | 25                 | 73               | 6                    |
| Жінки    | 95      | 23                 | 62               | 10                   |
| Разом    | 199     | 48                 | 135              | 16                   |